# Chesneya trijuga
Chesneya trijuga är en ärtväxtart som beskrevs av Antonina Georgievna Borissova. Chesneya trijuga ingår i släktet Chesneya och familjen ärtväxter. Inga underarter finns listade i Catalogue of Life.